# Raskelf
Raskelf es una parroquia civil situada en Yorkshire del Norte, en Inglaterra (Reino Unido). Según el censo de 2021, tiene una población de 570 habitantes.